# Thylacodes squamolineatus
Thylacodes squamolineatus is een slakkensoort uit de familie van de Vermetidae. De wetenschappelijke naam van de soort is voor het eerst geldig gepubliceerd in 2002 door Petuch.